# Columbina minuta
La columbina menuda  (Columbina minuta), también conocida como tórtola pecho liso, tortolita pecho liso, tórtola pecholiso, tórtola pechilisa, tortolita, tortolita diminuta, tortolita minuta, tortolita sabanera, tortolita menuda, tortolita enana, torcacita enana, palomita enana, palomita de la Virgen, turquita chica o coquito, es una especie de ave columbiforme de la familia Columbidae. Es nativo de 
América Central y Sudamérica. Su hábitat consiste de matorrales, praderas y bosque degradado.

## Subespecies
Se distinguen las siguientes subespecies:
- Columbina minuta amazilia (Bonaparte, 1855)
- Columbina minuta elaeodes (Todd, 1913)
- Columbina minuta interrupta (Griscom, 1929)
- Columbina minuta minuta (Linnaeus, 1766)